# Adam Bem
Adam Pyłypowycz Bem, ukr. Адам Пилипович Бем, ros. Адам Филиппович Бем, Adam Filippowicz Biem (ur. 1900 w Charkowie, Imperium Rosyjskie, zm. 19?? w Charkowie) – ukraiński piłkarz pochodzenia niemieckiego, grający na pozycji napastnika, trener piłkarski.

## Kariera piłkarska
W 1916 rozpoczął karierę piłkarską w klubie Union Moskaliwka, w którym w 1925 zakończył karierę piłkarza.

### Kariera reprezentacyjna
Od 1923 grał w reprezentacji Charkowa.

## Kariera trenerska
Po zakończeniu kariery piłkarskiej rozpoczął pracę szkoleniowca. Od 1930 trenował amatorski zespół Stalineć Charków. Po zakończeniu II wojny światowej powrócił z ewakuacji w 1944 do Charkowa, gdzie razem z Iwanem Hruberem stał na czele Łokomotywu Charków. Na początku 1946 został mianowany na stanowisko głównego trenera Dzerżyńca Charków, którym kierował do końca 1948. W 1949 ponownie stał na czele Łokomotywu Charków.

## Sukcesy i odznaczenia

### Sukcesy piłkarskie
reprezentacja Charkowa
- mistrz ZSRR: 1924